# Charaxes howarthi
Charaxes howarthi är en fjärilsart som beskrevs av Minig 1976. Charaxes howarthi ingår i släktet Charaxes och familjen praktfjärilar. Inga underarter finns listade i Catalogue of Life.